# Монтебело Јонико
Монтебело Јонико (итал. Montebello Ionico) је насеље у Италији у округу Ређо ди Калабрија, региону Калабрија.
Према процени из 2011. у насељу је живело 259 становника. Насеље се налази на надморској висини од 399 м.

## Становништво
Према резултатима пописа становништва 2011. у општини је живело 6.242 становника.
| 1931. | 1936. | 1951. | 1961. | 1971. | 1981. | 1991. | 2001. | 2011. |
| ----- | ----- | ----- | ----- | ----- | ----- | ----- | ----- | ----- |
| 7.820 | 7.843 | 8.710 | 8.247 | 7.674 | 7.567 | 7.521 | 6.922 | 6.242 |